# Allemand
Cet article concerne la langue allemande. Pour les autres significations, voir Allemand (homonymie).
 (juillet 2022).
L'allemand (en allemand : Deutsch, /dɔɪ̯t͡ʃ/ ) est l'une des langues indo-européennes appartenant à la branche des langues germaniques, parlée notamment en Allemagne, en Autriche, en Suisse, au Liechtenstein, au Luxembourg, en Belgique et dans certaines régions limitrophes des pays voisins. Du fait de ses nombreux dialectes, l'allemand constitue dans une certaine mesure une langue-toit (Dachsprache). Aujourd'hui l’allemand a trois versions standard : standard allemand, standard autrichien et standard suisse.
Son histoire, en tant que langue distincte des autres langues germaniques occidentales, débute au haut Moyen Âge, lors de la seconde mutation consonantique.
Au XXIe siècle, ses locuteurs, appelés germanophones, se répartissent principalement, avec près de 100 millions de locuteurs, en Europe centrale, ce qui fait de leur langue la plus parlée au sein de l'Europe en tant que langue maternelle.

## Répartition géographique
- En Europe :
  - l'allemand est la langue officielle en Allemagne, en Autriche, et au Liechtenstein, l'une des langues officielles en Suisse, au Luxembourg, en Belgique et dans la région italienne du Tyrol du Sud. Il est aussi majoritaire dans le Trentin-Haut-Adige ;
  - il est également parlé, sans toutefois avoir le statut de langue officielle et comprenant des différences linguistiques régionales, au Danemark, en France (Alsace (alsacien) et Moselle germanophone (francique)[N 1]), en Tchéquie (Allemands en Tchéquie), en Slovaquie (Allemands des Carpates), en Pologne, en Roumanie où l'on trouve plusieurs populations, Saxons de Transylvanie, Allemands de Bucovine et Allemands du Banat.
- En Afrique : Namibie, Tanzanie[10].
- En Amérique : 
  - Amérique du Nord : il s'agit souvent de parlers issus du moyen ou bas allemand, présentant des traits archaïsants, tel le dialecte dit « pennsylvanien » parlé par la communauté amish. L'allemand n'est langue officielle d'aucun État fédéré des États-Unis malgré une assertion récurrente fondée sur une confusion historique[11] ;
  - Amérique du Sud (Paraguay, Chili, Argentine, Brésil, Venezuela).

### Langues dérivées
- Le yiddish est une langue dérivée du moyen-haut-allemand médiéval, dans lequel ont été introduits des mots d'origine slave ou hébraïque.
- Le suisse allemand : les Suisses parlent de multiples dialectes germaniques, parfois assez différents entre eux. En revanche, les documents officiels, la presse, l'édition et l'enseignement utilisent principalement l'allemand standard suisse (comme c'est le cas pour le français et l'italien dans ce pays).

## Histoire

### Première mutation consonantique
Avec la première mutation consonantique (erste germanische Lautverschiebung) aux environs du Ve siècle av. J.-C., naissait le germanique commun à partir d'un dialecte indo-européen. Cette transformation explique des différences entre les langues germaniques (plus l'arménien) et les autres langues indo-européennes. On peut, pour simplifier, présenter les faits ainsi :
- k → h : cor en latin — Herz en allemand, heart en anglais, hart en néerlandais[12] ;
- p → f : pater en latin — Vater en allemand, father en anglais, vader en néerlandais[12];
- t → th : tres en latin — drei en allemand, three en anglais, drie en néerlandais[12];
- d → t : decem en latin — zehn en allemand, ten en anglais, tien en néerlandais ;
- g → k : gula en latin — Kehle en allemand, keel en néerlandais ;
- bh → b : bhrātā en sanskrit (frater en latin) — Bruder en allemand, brother en anglais, broer en néerlandais ;
- dh → d : adham en sanskrit — Tat en allemand, deed en anglais, daad en néerlandais ;
- gh → g : *ghostis en indo-européen (hostis en latin) — Gast en allemand et en néerlandais, guest en anglais.

### Seconde mutation consonantique
On commence à parler de langue allemande (ou, en linguistique « haut allemand ») lorsque les dialectes parlés dans le sud-ouest de l'Allemagne subirent la seconde mutation consonantique (zweite germanische Lautverschiebung ou hochdeutsche Lautverschiebung, que l'on situe autour du VIe siècle), période au cours de laquelle la langue commença à se différencier des dialectes du nord (Niederdeutsch, bas allemand).
Cette modification phonétique explique un certain nombre de différences entre l'allemand actuel et, par exemple, le néerlandais ou l'anglais :
- k → ch : ik — ich (je) ; ook — auch (aussi) ; make/maken — machen (faire) ;
- d → t : day/dag — Tag (jour) ; bed/bed — Bett (lit); do/doen — tun (faire)
- t → s : what/wat — was (quoi) ; street/straat — Straße (rue) ; eat/eten — essen (manger) ;
- t → (t)z : sit/zitten — sitzen (être assis) ; two/twee — zwei
- p → f : sleep/slapen — schlafen (dormir) ; ship/schip — Schiff (bateau) ; help/helpen — helfen (aider, secourir) ;
- p → pf en début de mot : pepper/peper — Pfeffer (poivre) ; paard — Pferd (cheval) ;
- v, w, f → b : love/liefde — Liebe (amour) ; avond/evening — Abend (soir)

pour résumer, *k / *p / *t ➜ ch / pf (ou f) / ts (ou s)
Les dialectes du nord n'ont pas ou peu subi cette seconde mutation phonétique; ils sont qualifiés de bas allemand. Cette appellation est jugée abusive par certains linguistes, notamment néerlandais (qui ne sont pas « allemands », du moins depuis les traités de Westphalie). Le terme « allemand » est ici un terme linguistique, un peu comme « roman », « slave » ou « scandinave ».

### Moyen Âge
Entre le Xe siècle et le XVe siècle eut lieu une diphtongaison dans les parlers du Sud-Ouest concernant l'articulation en deux phonèmes de ei, eu et au. Cela explique à nouveau certaines différences entre l'allemand standard et, par exemple, le néerlandais (les lettres dans les parenthèses expliquent la prononciation en utilisant la langue française):
- û (ou), → au (aou): hūs — Haus (maison) ; mūs — Maus (souris)
- î (î) → ei (aille) : wīse — Weise (manière) ; zīt — Zeit (temps)
- iu (û) → eu (≈oï): liute — Leute (des gens) ; hiute — heute (aujourd'hui)[14]

Contrairement aux États voisins, les contrées germaniques sont restées morcelées (Kleinstaaterei) au cours de l'ensemble du Moyen Âge, ce qui contribua au développement de dialectes très différents et parfois mutuellement inintelligibles. Un premier pas vers une langue interrégionale correspond au Mittelhochdeutsch poétique des poètes de cour vers le XIIIe siècle, bien que l'influence sur la langue vulgaire fût quasiment nulle, en raison de la faible alphabétisation. Aussi les régions germaniques restèrent-elles longtemps coupées en deux régions linguistiques:
- Au nord, et en particulier du temps de la Hanse, le bas allemand servait de langue véhiculaire de la mer du Nord à la mer Baltique.
- Au sud se développait petit à petit, essentiellement à l'écrit et depuis le XIVe siècle, une « langue de compromis » entre les différents dialectes du haut allemand qui devint l'allemand standard (Standarddeutsch). Ce processus est assez différent de celui des États voisins qui adoptèrent la langue de leur capitale.

### Influence de la Réforme
La période de « l'allemand moderne » « commence conventionnellement avec les écrits de Luther ».

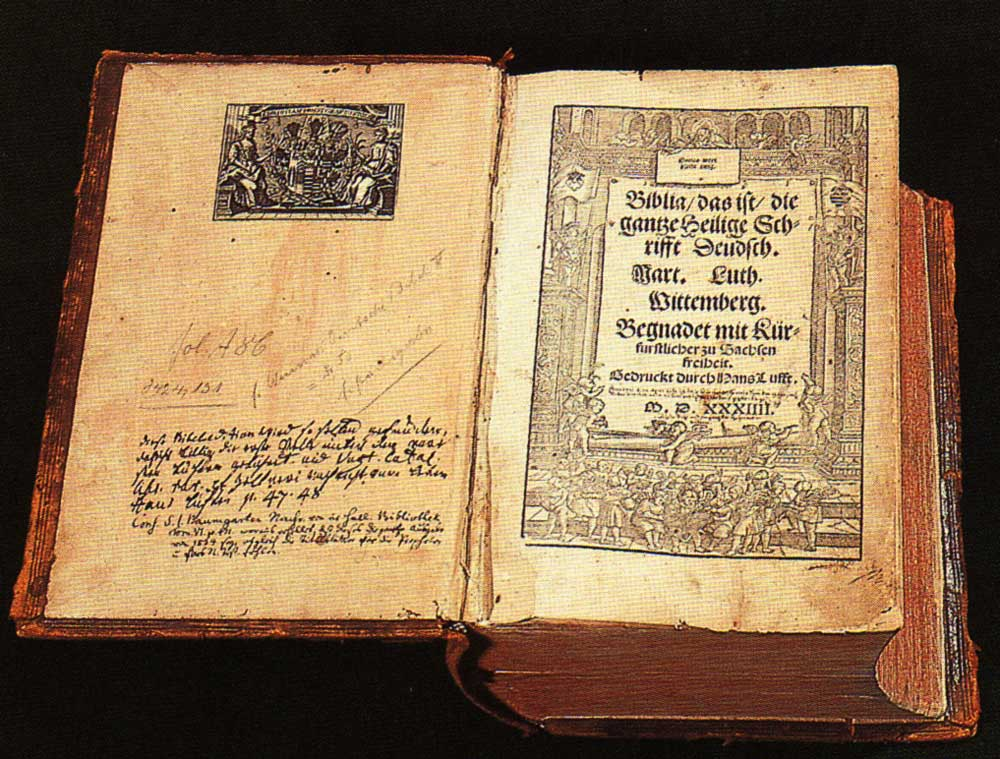
Bible en allemand de Luther.

Martin Luther traduisit la Bible en « allemand » à l'adresse de « tous les hommes », alle mannen (étymologie germano-latine du mot « allemand »), c'est-à-dire à l'adresse des « Allemands », afin que le peuple des chrétiens « laïcs » ait accès aux textes religieux, réservés jusque là aux clercs. L'allemand moderne est de ce fait initialement une langue écrite, le Schriftdeutsch (« allemand écrit ») : ce sera « la langue de Goethe » — selon l'expression consacrée, dans laquelle écriront en particulier les poètes (Dichter), écrivains et philosophes du « temps de Goethe » (ainsi qu'on désigne habituellement la large période littéraire du romantisme allemand qui s'étend de la fin du XVIIIe siècle au XIXe siècle). En Autriche, le standard du Gemeindeutsch a été abandonné pour le standard de Luther au cours des années 1770.
Luther traduisit le Nouveau Testament en 1521 et l'Ancien Testament en 1534. Bien qu'il ne fût pas pionnier dans l'établissement d'une langue interrégionale — en élaboration depuis le XIVe siècle — ni ne fut le premier à traduire des extraits de la Bible vers une langue vernaculaire germanique. Il n'en reste pas moins qu'avec la Réforme protestante, il contribua à implanter l'allemand standard dans les administrations et les écoles, y compris dans le nord de l'Allemagne, qui finit par l'adopter. En 1578, Johannes Clajus se fonda sur la traduction de Luther pour rédiger une grammaire allemande,.
Jusqu'au début du XIXe siècle, le Hochdeutsch resta une langue souvent écrite, que beaucoup d'Allemands, en particulier dans le sud, apprenaient à l'école un peu comme « une langue étrangère », à côté des dialectes demeurés vivaces jusqu'à aujourd'hui (notamment en Suisse alémanique).
Au milieu du XVIIIe siècle, concernant la diction, les Allemands conviennent que c'est à Dresde et surtout à Leipzig que l’on parle le mieux allemand. À l'inverse, la Westphalie et la Basse-Saxe sont les deux régions dans lesquelles on parle « le plus mauvais allemand ».

### L'allemand en Europe centrale
Avec la domination de l'Empire austro-hongrois en Europe centrale, l'allemand y devint la langue véhiculaire. En particulier, jusqu'au milieu du XIXe siècle, les marchands et, plus généralement, les citadins y parlaient l'allemand, indépendamment de leur nationalité : Prague, Budapest, Presbourg, Agram et Laibach constituaient des îlots germanophones au milieu des campagnes qui avaient conservé leur langue vernaculaire.

### Normalisation de l'orthographe et de la grammaire
Johann Christoph Adelung publia en 1781 le premier dictionnaire allemand exhaustif, initiative suivie par Jacob et Wilhelm Grimm en 1852. Le dictionnaire des frères Grimm, publié en seize tomes entre 1852 et 1860, reste le guide le plus complet du vocabulaire allemand. La normalisation progressive de l'orthographe fut achevée grâce au Dictionnaire orthographique de la langue allemande de Konrad Duden en 1880, qui fut, à des modifications mineures près, déclaré comme référence officielle dans la réforme de l'orthographe de 1901.

### Langue internationale de la communauté scientifique
L'allemand a acquis au XIXe siècle le statut de langue internationale dans le domaine scientifique. La majorité des revues scientifiques étant de langue allemande, des scientifiques de renom publiant leurs recherches dans cette langue (par exemple : la classification périodique des éléments par le chimiste russe Mendeleïev) et les scientifiques allemands renommés pouvant donner des conférences en allemand à l'étranger (par exemple  : Max Planck à l'université de Columbia en 1909). L'allemand  a aussi été langue d'enseignement universitaire à l'étranger, notamment en médecine à Shanghaï en 1907, ou vu comme une langue dont la maîtrise est indispensable à la pratique professionnelle comme dans les cursus médicaux au Japon à la même période.
Ce statut de langue internationale est mis à mal à l'issue de la Première Guerre mondiale et disparaît définitivement à l'issue de la Seconde.

## Classification

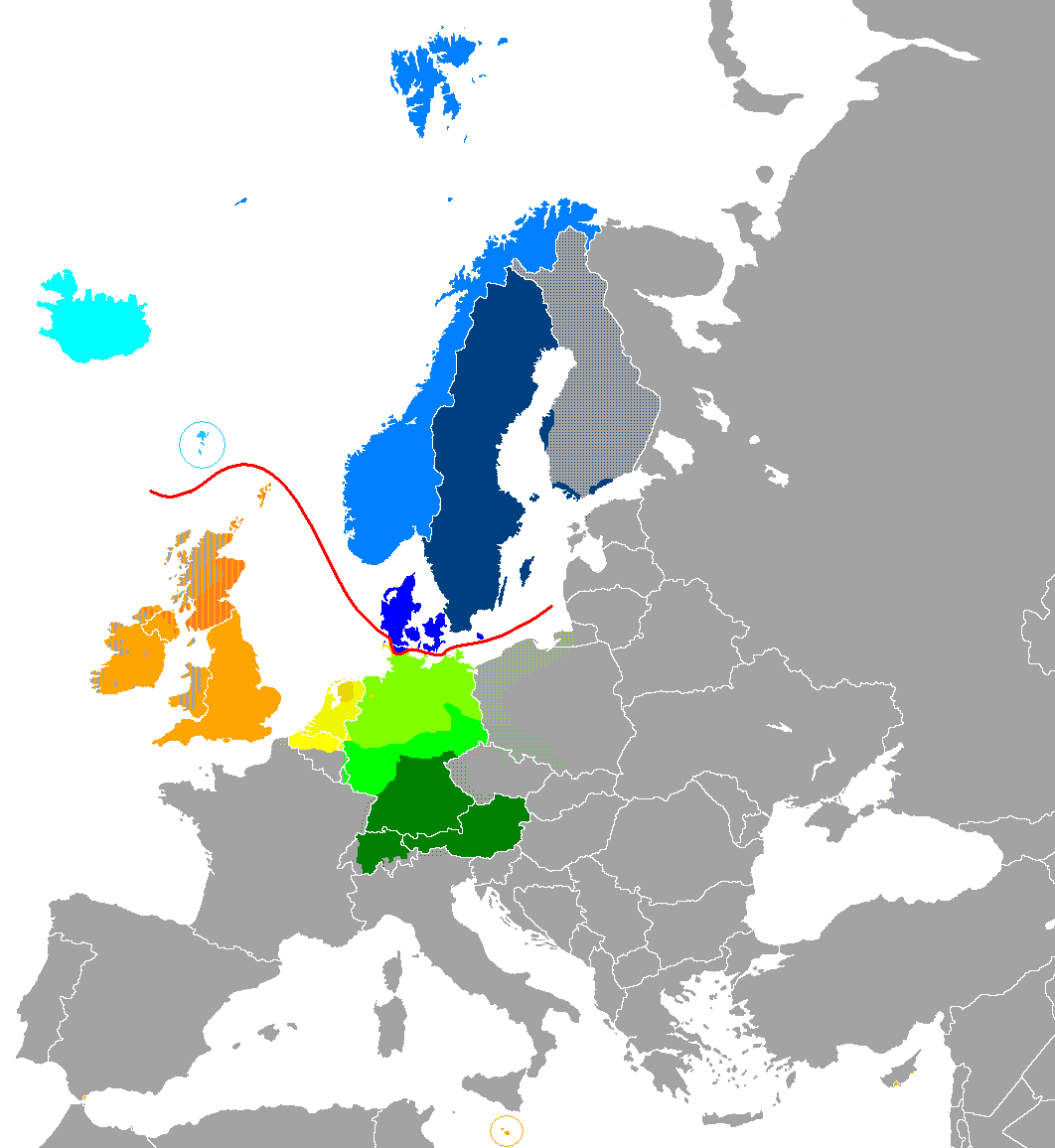
Les langues germaniques occidentales (au sud de la ligne rouge).

Alors que l'anglais constitue avec le frison le groupe anglo-frison, l'allemand constitue en compagnie du néerlandais le groupe germano-néerlandais des langues germaniques occidentales. Les autres branches sont la branche nord (dite scandinave) avec le suédois, le danois, le norvégien et l'islandais, et la branche est, éteinte aujourd'hui.
Aussi l'allemand présente-t-il une assez grande similitude lexicale avec l'anglais.

### Bas-allemand
Le bas-allemand comprend trois branches principales situées dans les plaines côtières à l'ouest et au nord de la zone germanophone européenne et bordant le sud de la mer du Nord et de la mer Baltique :
- bas-francique (néerlandais)
- bas-saxon (variétés : westphalien, ostphalien et bas-saxon septentrional)
- bas-allemand oriental (variétés : mecklembourgeois-poméranien, brandebourgeois, bas-prussien, moyen-poméranien et poméranien oriental)

### Haut-allemand
Le haut-allemand peut se diviser sommairement du nord au sud en deux sous-zones continentales de l'aire germanophone centrale européenne :
- moyen-allemand
  - moyen-allemand occidental
    - moyen-francique (variétés : francique mosellan, luxembourgeois et francique ripuaire ; le luxembourgeois est une variété standardisée dans le Duché du Luxembourg du francique mosellan également utilisé en France et en Belgique, avec une influence romane plus forte que pour le francique ripuaire, cependant ces trois variétés forment un continuum)
    - francique rhénan
    - hessois (variétés : bas-hessois, haut ou moyen-hessois, ainsi que le haut-hessois qui groupe deux sous-variétés : hessois de l'Est, et hessois du Nord)

  - moyen allemand oriental (variétés : thuringeois, haut-saxon, haut-saxon du Nord, südmärkisch, silésien, haut-prussien et yiddish)
- allemand supérieur
  - francique oriental
  - francique méridional
  - alémanique (variétés : alsacien, souabe, bas-alémanique, moyen-alémanique, haut-alémanique, alémanique supérieur et suisse allemand)
  - bavarois (variétés : bavarois du Nord, moyen-bavarois, bavarois du Sud)
  - allemand pennsylvanien

## Écriture
L'allemand s'écrit avec les 26 lettres de l'alphabet latin, trois voyelles surmontées d'un Umlaut (sorte de tréma) ä, ö et ü, et un symbole graphique spécial ß, Eszett ou scharfes S (ligature de S long et de « s » ou « z »), utilisé en lieu et place de ss après une voyelle longue ou une diphtongue). La Suisse n'utilise plus le ß depuis les années 1930. Jusque dans les années 1940, l'allemand était imprimé en écriture gothique (Fraktur) et écrit en sütterlin, ces écritures étant différentes versions de l'alphabet latin.

### Orthographe
L'orthographe allemande se déduit en général de la prononciation et d'un minimum de connaissances. Mais les fortes disparités régionales dans la prononciation peuvent rendre la tâche ardue. Les principales difficultés orthographiques de l'allemand résident dans :
- les emprunts (mots d'origine étrangère) : ils sont souvent écrits conformément au mot d'origine (par ex. Milieu, Mayonnaise) mais la récente réforme de l'orthographe (voir plus loin) autorise la germanisation des termes importés comme l'écriture de Jointventure en un mot ;
- les lettres ä et e (e ouvert ou fermé), dans certains cas homophones et dans d'autres de prononciations voisines (par ex aufwendig dérivé de Aufwand, où l'orthographe réformée permet d'aussi écrire aufwändig) ;
- la distinction entre consonne simple et consonne double qui, dans un nombre limité de mots et contrairement à la règle habituelle, n'a pas d'influence sur la quantité vocalique (par ex. Platz [tz est considéré comme un double z] mais plazieren) (voir plus loin : Prononciation) ;
- la séparation entre les mots (par ex. radfahren « aller à vélo » à côté de Auto fahren « aller en voiture ») et la (non-)capitalisation de certaines expressions (par ex. im dunkeln lassen « laisser incertain » à côté de (jemanden) im Dunkeln lassen « laisser (quelqu'un) dans un endroit obscur »).

Afin de supprimer une partie des difficultés décrites ci-dessus, les représentants allemands, suisses et autrichiens convinrent d'une réforme de l'orthographe. Elle est entrée en vigueur en 1998 en Allemagne et est devenue obligatoire à partir de la mi-2005. La dernière réforme datait de 1901 et portait entre autres sur la suppression du h dans Thor et sur l'ajout du e pour les voyelles longues et accentuées dans la conjugaison des verbes, par exemple kritisirt ➜ kritisiert).
Les principaux changements concernent :
- l'homogénéisation de la graphie des mots de même famille (aufwändig de Aufwand, mais toujours aufwenden) ;
- l'utilisation du ß uniquement après les voyelles longues et les diphtongues (on aura alors toujours der Fuß, die Geiß, mais der Fluss, ce qui est analogue aux règles pour les autres consonnes) ;
- dans les mots composés (voir crase/mot composé), aucune lettre ne sera plus supprimée (Geschirr + Rückgabe > Geschirrrückgabe ; Schiff + Fahrt = Schifffahrt, etc.) ;
- la généralisation plus exhaustive de l'écriture en plusieurs mots des expressions figées (auseinander reißen), ce qui est la chose la plus critiquée et qui a aussi créé des nouveaux problèmes : « Furcht erregend » (intimidant, traditionnellement « furchterregend ») mais toujours « noch furchterregender » (encore plus intimidant)
- la systématisation de la capitalisation des substantifs (der Dritte) ;
- la simplification de la césure et de l'emploi de la virgule ;
- la simplification (phonétisation) de termes issus du grec et l'abandon optionnel du ph (Fotografie à côté de Photographie[21]).

Cette réforme rencontre une forte critique en Allemagne. Le Land de Schleswig-Holstein a voté le retour à l'orthographe traditionnelle en 1998 (décision annulée pourtant par le parlement régional)? et certains journaux et éditeurs ont depuis décidé de revenir à la graphie conventionnelle.

## Prononciation
Contrairement à des langues telles que l'anglais, l'allemand standard (Hochdeutsch) se prononce de manière assez conforme au texte écrit et contient très peu d'exceptions (les sons se prononcent souvent de la même façon), hormis pour les mots d'emprunt. Presque toutes les voyelles se prononcent clairement, voire longuement, même sans être suivies de lettre muette servant à insister sur la lettre précédente.
Toutefois, les francophones qui apprennent l'allemand rencontrent généralement quelques difficultés, listées ci-dessous.
Tous les sons n'y figurant pas se prononcent toujours de la même manière qu'en français (a, b, d, f, i, k, l, m, n, o, p, ph, q, r, t, x).
Lettres à Umlaut (le tréma français)
- Ä - ä correspond au [ɛ] ~ è français : Ärzte, März, Länder, zählen, Träger, schämen, Männer, Bär
- Ö - ö correspond au [ø] ~ eu français (plus ou moins) : öffnen, Österreich, Höhle, Hölle, Höhe, König, Vögel
- Ü - ü correspond au [y] ~ u français : über, für, Tür, Bücher, Strümpfe, rühren

Les umlauts indiquent également l'accentuation. Ils marquent souvent le pluriel ou le diminutif des noms (avec « -chen » et « -lein »).
Lorsque les Umlauts ne sont pas accessibles (clavier étranger, Internet…), ils sont représentés par « e » : ae pour ä, oe pour ö, ue pour ü.
En Alsace-Moselle, on remplace habituellement les umlauts : Koenigshoffen, Haut-Koenigsbourg, Hœnheim (dans ces exemples, c'est le ö qui est remplacé), ou encore "Schweighaeuser".

### Lettres
- E - e :
Il correspond au [e], [ə] ou au [ɛ] (é, e ou è français), marque un « temps mort » ou sert à allonger le i :
  - suivi au minimum de deux consonnes (ou si la seule lettre le suivant est une consonne), il est prononcé è :
er- (Erwachsene, ertragen, erreichen, erlauben, ertrinken, ernst), es, essen, elf, Ente, Ende, express, nennen, Stern, rennen, brennen, Pfeffer, Feld, gelb, Fest, des…
Cette règle n'est cependant qu'une généralité. Par exemple, le e des mots der, er, Pferd, Erde et Schwert se prononce é.
  - suivi d'une seule consonne (ce qui sous-entend qu'après cette consonne il y ait à nouveau une voyelle), il est prononcé é : 
eben, edel, egal, Regal, ehe, eher, Ekel, Elefant, Esel, Etikett, ewig, Nebel
  - en fin de mots, dans les dernières syllabes -en et -er et dans les premières syllabes ge- et be-, il est prononcé [ə] (le fameux « temps mort »), comme dans le en français mais en plus court[N 3] :
-e : eine, Woche, Nase
-en : eisen, machen, werden, Blumen
-er : Pfeffer, Briefträger, Wetter
-el : Edel, Esel, Ekel
ge- : Geschäft, Gesehen, gegangen, gesucht
be- : besuchen, bearbeiten, betrachten, beobachten
  - eh : suivi d'un h, le e donne le son é étiré, à l'instar du son [ee] :
 Ehe, mehr, Kehl, weh
  - ee : doublé, le e donne le son [e] (comme le é français) étiré, à l'instar du son eh :
Klee, See, Meer
  - ie : précédé par i, le e muet étire le son i :
Krieg, kriegen, Biene, Biest, Fliege, viel, nie, Wiese, Riese, Liebe
- G - g :
Il correspond au [g] de gâteau et guitare : le son j de genou et jambon n'existe que pour les mots d'emprunt en allemand (job, Journalist)
  - Derrière i et en fin de mot, il se prononce chuinté ou ch léger :
zwanzig, lustig, fertig, wahnsinnig, großartig, Honig, Leipzig, Ludwig, schwierig, eilig, traurig
Cependant, il est prononcé k ou g (de gâteau) dans certaines régions ou certains cas.
- H - h :
Il est expiré comme en anglais. 
  - Précédé par a, ä, e, o, ö, u et ü, il ne se prononce pas, mais allonge la voyelle précédente :
fahren, Fahrer, mahlen, Zahn, Zählen, Zähne, ähnlich, Mehl, mehr, Fehler, Lehrer, lehren, stehen, wohnen, Wohnung, ohne, Ohr, Sohn, wohl, Möhre, kühl, Mühle, Kehl
  - Lorsqu'il suit le e, il donne le son é étiré
- J - j :
 [j] (soit le y français) :
ja, Jagd, jemand, jetzt, Jahr, Jäger, Maja, Jesus, jammern, Maracuja, Jerusalem, Januar, Juni, Juli, Johann, jung, « juhu! », jubeln, hormis le J des mots étrangers (joker, jockey, James, job, Journalist)
- S - s :
  - En début de mot, s’il est suivi des consonnes p ou t, il se prononce [ʃ] comme le ch français ou le sh anglais :
Sport, Spiel, Sprechen, spannen, Spanien, Stern, Stuhl, still, Stein, Stunde, Stab, Stadt, stoßen, Stube, Stufe, Stehen, Straße, Straßburg, spülen, Strümpfe
  - En début de mot, s’il est suivi d’une voyelle, il se prononce comme le z français :
Sonne, suchen, so, sehen, Silber, Salbe, sein, suppe, sammeln, selbst
  - Après une voyelle et entre la première et la dernière lettre du mot, il correspond au z français :
Eisen, Hose, Nase, Mäuse
  - À la fin d'un mot indivisible, il se prononce [s] (s dur) : Maus, Samstag, Geburtstag (attention donc aux mots composés)
  - Se prononce également [s] (s dur) le S de MaryS Hund (le chien de Mary), SamstagS Mittag (le midi du samedi ~ samedi midi)
- ẞ - ß (L'introduction récente de la majuscule reste controversée et non réglementaire, la transcription en « SS » est plus courante) :
Il correspond au son [s] (s dur) : Groß, Weiß, naß
- U - u :
[u] (ou français) : Ufer, Blume
- V - v :
Il correspond généralement au son [f] : Vogel, Vorsicht, von, viel, Vater, vor
  - exceptions (mots d'emprunt) : Vanille, Revolution, November, Advent, Sklave, Niveau, Zivil…
- W - w :
[v] : Wetter, Wasser, Weg, Wagen, willkommen, wohnen, wo, wenn, wann, was, wie, etwa, Wache, Westen, Woche
  - exceptions (mots d'emprunt) : Far-West
- Y - y :
[y] (u français) : Gymnasium, Labyrinth, Hygiene
  - s'il est précédé par un A ou un E, il suit exactement la règle du "ai" et du "ei" : Mayer, Bayern, Meyer, Speyer…
  - exceptions : mots d'emprunt : yahoo, yepee
- Z z :
Il correspond au son [ts] (dans certaines régions, on entendra plutôt [dz]) : Zeit, Zeitung, Zirkus, Satz, Salz, März, Marzipan, Zimmer, schwarz, Katze, Zoo, Zunge, Grenze, Zählen, Zelt, Zoll, Zell, Zacht

### Digrammes et trigrammes
‘ch’ = [x] ou [ç], ‘sch’ = [ʃ],
- ch se prononce de trois façons : soit ch dur [χ] comme en breton, soit ch léger [ç] (entre h aspiré et ch), soit k [k]:
  - Après a, o et u, il se prononce [χ], soit r dur et net comme dans carte, creuser (son approchant du j espagnol dans Juan, cependant atténué) :
Bach, machen, Nacht, Woche, Mittwoch, Wache, Tochter, Buch, Tuch, brauchen, suchen, achtung, Sprache, « ach! », acht, Koch, Loch, doch, noch, hoch
  - Après i, e, ä, ö, ü ou une consonne, il se prononce [ç] (à mi-chemin entre ch et h, une sorte de ch léger), comme en grec moderne dans όχι :
ich, echt, Bücher, Küche, Licht, Wächter, Löcher, Märchen, Mädchen, München, Mönch, nicht, Kirche, welch…
  - Précédant s, il se prononce [k], ce qui donne, avec le s, le son [ks] (x) :
Fuchs (à rapprocher de l'anglais fox), Wachs, Lachs, wachsen, Erwachsene, Dachs, sechs, Ochs (à rapprocher de l'anglais ox), wechseln, verwechseln, Nächste, Büchse, höchste
  - exception (k) : Christus
- ck correspond au k (en français, c ou q) :
Glück, Glocke
- sch correspond au son [ʃ] dur (ch en français, sh en anglais et x en portugais) :
Schuhe, Schule, Schlüssel, Schwert, schreiben, englisch, französisch, deutsch, Schere, Schlumpf, Schublade. Attention au suffixe -chen : Mäus|chen, biss|chen (anciennement bißchen), Radis|chen
- ng correspond au son [ŋ] anglais :
Englisch, « Dring! », Zunge, Lösung, Gang, Angst, Sprung, Frühling, Hunger, Wikinger
- nk se prononce [ŋk] ng-k, tout comme en anglais (drink) :
Dank, danke, Bank, Frank, Franken, Frankreich, Enkel, trinken, Inka (il n'y a bien sûr aucune liaison dans l'expression In Karlsruhe)
- au est constitué de a et de u (ou en français) ; il faut bien le prononcer comme un seul son, de même façon que le son français oi, constitué de ou et de a ; cependant le "a" est plus accentué que le "u" :
Maus, August, Strauß, genau, Stau, auch, Frau, kaum, kauen, rauchen, « aua! », blau, Verdauung
  - Dans le mot Verdauung, le premier u appartient au son au et le second u appartient au son ung.
- äu correspond au son [ɔʏ̯], ou oille (langue d'oïl, Bolchoï, « oyez! », et non de Moïse ; similaire au son allemand eu) :[Ce passage est incohérent]
Mäuse, Bäume, gebäude, Häuser, Träume…
- ei correspond au son [aɪ̯] (de ail et non de maïs), similaire au i anglais :
Ei, Eimer, einige, einmal, nein, Stein, heiß, Wein, Weihnachten, Reise, sein
- eu correspond au son ɔʏ̯, ou oil (de la langue d'oïl, Bolchoï et « oyez! », et non de Moïse ; similaire au son allemand äu) :[Ce passage est incohérent]
neu, Heu, Feuer, Leute, Europa, neun, heute, Deutsch…

Il faut bien veiller à ne prononcer qu'un son et pas deux sons distincts pour les combinaisons de deux voyelles : par exemple, pour la combinaison ei, il faudra prononcer ail (ou le i du mot anglais knife) et non le aï de naïf. Le son français oi en est l'exemple même : il ne se prononce pas directement oua.
- -tion se prononce [tsi̯oːn] :
Aktion, Revolution
- les lettres a, o et e doublées marquent simplement l'allongement du son, comme le h suivant une voyelle (dans ce cas, le e se prononce é) :
Haar, Paar, Leer, Meer, Schnee, Klee, nee, Moor, Boot…
- Le coup de glotte ("Knacklaut") au début des mots (et de certaines syllabes) commençant par une voyelle marque une séparation nette entre les mots. Le français, en revanche, a tendance à lier les mots entre eux.
- L'accent tonique est assez souvent placé sur l'avant-dernière syllabe (ex. : dans Dino-saurier, au est l'avant-dernière syllabe du mot-valise, mais la première du mot Saurier), contrairement à la prononciation française standard qui accentue la dernière syllabe. Il revêt une importance capitale. Deux mots apparemment identiques (par exemple übersetzen) auront des significations entièrement différentes selon que la préposition (über) ou le verbe (setzen) sera accentué.
- übersetzen = traduire (participe passé : übersetzt)
- übersetzen = traverser un fleuve, aller sur l'autre rive (p.p. : übergesetzt)
- L'accentuation est aussi indispensable dans la grande majorité des prénoms :
Anna, Maria, Maria, Sabine, Sandra, Lena, Anton, Antonia, Simone, Felix, Susanna, Julia, Isabella, Phillip, Mickaël(a), Aurelia, Peter, Stephan, Thomas, Markus, Andrea(s), Rainer, Georg, Delphine, Christine, Alexander (Axel), Claudia, Tobias, Kassandra, Ludwig, Johann(es/a), Brigitte, Barbara, Heinrich, Henrick, Bambi, Faline, Cinderella, Niklas, Sebastian… En revanche, Wolfgang ne comporte aucune voyelle à accentuer hormis l'habituelle accentuation de Gang.
- Le -r et l'ensemble -er dans les terminaisons d'un mot ont de nos jours tendance à s'approcher du son a, à rapprocher de l'anglais :
- Bauer, Maler, super, Käfer, Kaiser, Mutter, hier, Messer, immer, meister, Dorf, Wort, Bayern
- Aber bitte, mein Vater, sagen Sie mir mehr als nur ein Wort !
- Ainsi, on peut entendre wir waren (nous étions) prononcé presque comme via vaan !
- En dehors des terminaisons, toutes les voyelles sont nettement prononcées, même si elles ont différentes prononciations (cf : le e), si bien qu'il est fréquent qu'il n'y ait pas de différence de prononciation entre, par exemple, les graphies ah et a, eh et e, oh et o, uh et u :
Mahl et Mal, Ehe et Ewald, hohl et holen, Stuhl et Stube…
- La longueur des voyelles doit être scrupuleusement respectée. Alors qu'en français certains ne font aucune différence entre les voyelles longues et les voyelles brèves (pâtes et pattes, âne et Anne), l'allemand exige de distinguer les deux ("der Apfel muss gegessen werden" : bref / "der ApfelmuB" : long ; "Schall" : bref / "Schal" : long, etc.), au risque, par ailleurs, de malentendus funestes : 
- Du bist ein As = Tu es un as !
- Du bist ein Aas = Tu es un salaud ! (littéralement « une charogne »)

| b             | c         | ch            | ck  | d        | dt   | dsch     | f   | g             | h             | j        |
| ------------- | --------- | ------------- | --- | -------- | ---- | -------- | --- | ------------- | ------------- | -------- |
| [b], [p]      | [k], [t͡s] | [ç], [x], [k] | [k] | [d], [t] | [t]  | [dʒ]     | [f] | [g], [k], [ç] | [h], [ː]      | [j], [ʒ] |
| k             | l         | m             | n   | ng       | p    | pf       | ph  | qu'           | r             |          |
| [k]           | [l]       | [m]           | [n] | [ŋ]      | [p]  | [pf]     | [f] | [kv]          | [ʁ], [ʀ], [ɐ] |          |
| s             | sch       | ß (ss)        | t   | ts, tz   | tsch | v        | w   | y             | z             |          |
| [z], [s], [ʃ] | [ʃ]       | [s]           | [t] | [ts]     | [tʃ] | [f], [v] | [v] | [y], [j], [i] | [ts]          |          |

| courtes     | a          | ä     | e         | er        | i         | o         | ö     | u     | ü     |
| ----------- | ---------- | ----- | --------- | --------- | --------- | --------- | ----- | ----- | ----- |
| courtes     | [a]        | [ɛ]   | [ɛ]       | [ɐ]       | [ɪ]       | [ɔ]       | [œ]   | [ʊ]   | [ʏ]   |
| longues     | a, aa, ah  | ä, äh | e, ee, eh | e, ee, eh | i, ie, ih | o, oo, oh | ö, öh | u, uh | ü, üh |
| longues     | [aː]       | [ɛː]  | [eː]      | [eː]      | [iː]      | [oː]      | [øː]  | [uː]  | [yː]  |
| diphtongues | ai, ay, ei | au    | äu, eu    | äu, eu    |           |           |       |       |       |
| diphtongues | [ai]       | [au]  | [ɔi]*     | [ɔi]*     |           |           |       |       |       |

Notes :
- b = [p] à la fin d'une syllabe ou avant s ou t, [b] devant une voyelle (ab, absolut, Baum).
- ch = [x] après a, o ou u, [ç] ailleurs, [k] parfois au début d'un mot.
- d = [t] à la fin d'une syllabe ou avant s ou t, [d] ailleurs.
- e = [ə] dans les syllabes inaccentuées.
- g = [k] à la fin d'une syllabe ou avant s ou t, [g] avant une voyelle, [ʒ] dans les mots étrangers. ig = [iç].
- h = allonge la voyelle lorsqu'il la suit, [h] ailleurs.
- j = [ʒ] dans les mots étrangers, [j] ailleurs.
- r = entre une voyelle et une consonne : [ɐ] ou il ne se prononce pas, [ʁ] ou [ʀ] ailleurs.
- s = [z] au début d'un mot et entre deux voyelles, [ʃ] devant t ou p, [s] ailleurs.
- v = [v] dans les mots étrangers, [f] ailleurs.
- y = [y] dans les mots provenant du grec, [i] ou [j] ailleurs. dsch, ph, qu et y se trouvent majoritairement dans les mots étrangers.

## Grammaire
L'allemand est une langue flexionnelle comportant des conjugaisons et des déclinaisons.

### Conjugaison
Le principe de la conjugaison allemande est assez proche du principe de la conjugaison française. Les différences notables sont :
- l'emploi du subjonctif, bien moins fréquent qu'en français et essentiellement destiné à relater les propos d'autrui pour le subjonctif I, et à exprimer l'hypothèse, le souhait, ou une situation rêvée pour le subjonctif II ;
- la différence entre passif-action (Das Haus wird gebaut, la maison est [en train d'être] construite) et passif-état (Das Haus ist gebaut, la maison est construite [elle est finie]).

En ce qui concerne la morphologie, les trois principaux types de verbes sont :
- les verbes faibles, qui conservent leur radical et ont un participe passé en -t (ou -et euphoniquement) ; ces verbes sont parfaitement réguliers au présent de l'indicatif ;
- les verbes forts, qui modifient leur radical au prétérit, souvent au participe passé et parfois au présent ; ils ont une terminaison de participe passé en -en. Ils sont dits assez abusivement irréguliers, le changement de radical étant automatiquement le même au sein de chacune des sept familles de verbes forts ;
- les verbes mixtes, parfois appelés verbes faibles irréguliers, qui se comportent aux temps du passé comme des verbes faibles par leur terminaison et comme des verbes forts par leur altération de radical.

Les six auxiliaires de mode (können, pouvoir ; dürfen, avoir le droit , etc.), qui sont employés dans un nombre important de contextes différents, et le verbe wissen (« savoir ») sont des verbes à conjugaison spéciale (irrégulière au singulier : ich kann, régulière au pluriel : wir können), mais ils se comportent aux temps du passé pratiquement comme des verbes faibles : konnte, gekonnt.

### Déclinaison
La déclinaison allemande comporte quatre cas, le nominatif, l'accusatif, le datif et le génitif, auxquels se combinent trois genres grammaticaux, le masculin, le féminin et le neutre ainsi que deux nombres, le singulier et le pluriel.
Le porteur essentiel de la marque de déclinaison est le déterminant, secondé par l'adjectif épithète si le déterminant est absent ou bien sans désinence (marque de déclinaison).
Le nom porte également la marque de déclinaison au datif pluriel à tous les genres, au génitif singulier masculin ou neutre.
Les déclinaisons sont employées :
- pour indiquer la fonction syntaxique d'un groupe nominal : sujet ou attribut du sujet (nominatif), COD (accusatif), COI d'attribution (datif), ou complément du nom (génitif) ;
- après certaines prépositions, dites « mixte » (Wechselpräpositionen) pour indiquer s'il y a changement de lieu (accusatif) ou non (datif) ;
- en fonction du cas exigé par les prépositions ainsi que par les verbes, les adjectifs ou les noms suivis d'un complément ;
- la déclinaison renseigne également sur le genre du mot.

### Syntaxe
L'allemand a pour particularité syntaxique principale de placer des éléments importants, soit en première position dans la phrase, soit en dernière position. L'inversion du verbe et du sujet a lieu quand un complément vient en tête de phrase ;
« heute geht es ihm gut = aujourd'hui il va bien » ; le rejet est le renvoi du verbe en fin de subordonnée « …, wenn er Wein trinkt = lorsqu'il boit du vin »
Autre exemple :
Er nahm gestern trotz aller Schwierigkeiten diese Maschine in Betrieb.
Il a mis cette machine en service hier malgré toutes les difficultés.
Sont mis en valeur :
- le sujet er (il) ;
- l'action in Betrieb [nehmen] ([mettre] en service) placée en fin de phrase ;
- l'objet diese Maschine (cette machine).

Avant l'action et l'objet sont énumérées les circonstances. L'ordre de la phrase peut être modifié pour insister sur un des éléments, que l'on place alors en tête de phrase :
Gestern nahm er trotz aller Schwierigkeiten diese Maschine in Betrieb.
(C'est) hier (qu')il a mis cette machine en service malgré toutes les difficultés.
Trotz aller Schwierigkeiten nahm er gestern diese Maschine in Betrieb.
Malgré toutes les difficultés, il a mis cette machine en service hier.
Diese Maschine nahm er gestern trotz aller Schwierigkeiten in Betrieb.
C'est cette machine qu'il a mise en service hier malgré toutes les difficultés.

#### Surcomposition
La langue allemande peut se passer d'article au génitif en juxtaposant deux éléments (déterminants + déterminé) — ou même beaucoup plus. L'allemand est même connu pour sa capacité à former des surcomposés de grande longueur que les Allemands eux-mêmes appellent par dérision Bandwürmer « vers solitaires »…
Exemples :
- Rindfleischetikettierungsüberwachungsaufgabenübertragungsgesetz : loi sur le transfert des responsabilités de la surveillance de l'étiquetage de la viande bovine. Ce mot est le plus long attesté officiellement ;
- Rindfleischetikettierungsüberwachungsaufgabenübertragungsgesetzesgegnerstammtischaschenbecher  [exemple fictif] : le cendrier de la table d'habitués des opposants à la loi sur le transfert des obligations de surveillance de l'étiquetage de la viande bovine[22] ;
- Donaudampfschifffahrtsgesellschaftsraddampferkapitänskajütentürsicherheitsschlüssel [exemple fictif] : la clé de sûreté du quartier du capitaine du bateau à aubes de la compagnie de navigation à vapeur sur le Danube ;
- Oberlokomotivfahrerswitwe = veuve de conducteur principal de locomotive (vu sur une tombe en Autriche) ;
- Mittelgebirgsschwelle = la région de moyenne montagne allemande ;
- Pflanzenbehandlungsmitteleinsatz : application de produits phytosanitaires.

Certains des exemples ci-dessus sont fictifs (ils sont morphologiquement corrects, mais n'ont pas été employés de façon réelle). D'autre part, quand un surcomposé est très long ou peu courant, on peut le diviser par un trait d'union : Mehrjahres-Programmvereinbarungen, « conventions-programmes pluriannuelles ».
La composition à multiples éléments ne se limite pas au couple objet possédé-possesseur (du type Kapitänsmütze « casquette de capitaine ») mais aussi à toutes sortes de relations :
- origine : Kalbsschnitzel « escalope de veau » ;
- but : Kinderschnitzel « escalope pour enfant" (petite portion) ;
- temps : Sommerurlaub « vacances d'été » ;
- type : Milchzähne « dents de lait » ; Vollmilchschokolade « chocolat au lait ».

En français, la possession marquée par « de » a plusieurs sens qui se rendent en allemand de trois manières distinctes :
- formule possessive 1 (génitif) : das Kind der Wölfe (l'enfant des loups : ici, l'enfant appartient aux loups ou vient des loups ; l'enfant est souvent humain ici ; dans ce cas, c'est le mot Wolf qui est l'élément important) ; au singulier, la formule devient das Kind des Wolfes. En anglais, cette formule est of the, c'est-à-dire de la (du) et de les (des) ;
- formule possessive 2 : Mutters Kind (l'enfant de [la] mère). En anglais, cette formule est mother's child (noter l'apostrophe en plus pour l'anglais, contrairement à l'allemand). Généralement, si l'on veut mettre le prénom dans l'expression, on utilise cette formulation ; cependant, il y existe des cas comme certains titres de film : Die fabelhafte Welt der Amélie, reprise allemande du Fabuleux Destin d'Amélie Poulain, Die Verlorene Ehre der Katharina Blum, Die Ehe der Maria Braun. Il existe des expressions dans lesquelles Mutters Kind devient Das Kind Mutters ;
- mot composé : das Wolfkind (l'enfant des loups : l'enfant-loup ou le louveteau ; dans ce cas, le mot important de l'expression composée est Kind — il s'agit du dernier mot) :
  - est plus louveteau das Wolfkind que das Kind des Wolfes, bien que la traduction exacte de « louveteau » soit Wolfswelpe,
  - Das Wolfkind n'indique pas le nombre des loups dont l'enfant est le sujet, contrairement à Das Kind des Wolfes / Das Kind der Wölfe.

Il faut savoir avant tout qu'en allemand le premier mot dans un composé est, comme l'adjectif qui précède le sujet, moins mis en avant que s'il est placé après le sujet.
Prenons le titre du 3e tome de la bande dessinée Broussaille, La Nuit du chat. Dans le titre (et dans l'histoire), l'élément (et le sujet) important est le chat, connu et recherché. C'est la nuit du chat, qui « appartient » au chat.
On va donc préférer la traduction Die Nacht der Katze (La nuit du chat) à Die Katzennacht (La nuit à chats). Dans cette dernière formulation, c'est l'élément nuit (Nacht) qui est visé.
Autre exemple plus rapproché de la syntaxe française : Dans « Nuits dans les jardins d'Espagne », la traduction correcte est Nächte in den Gärten von Spanien et non Nächte in den spanischen Gärten. La traduction de Nächte in den spanischen Gärten est « Nuits dans les jardins espagnols ».

## Lexique

### Noms de la langue allemande
La langue allemande (ainsi que le peuple) a la particularité d'avoir des appellations très différentes d'une langue à l'autre (par exemple German, Deutsch, alemán, német, etc.). En effet, six racines différentes entrent en jeu :
- le proto-germanique *teutā- pour « peuple » (parfois suffixé)[N 4] :
  - allemand : deutsche Sprache, Deutsch ;
  - alémanique : Deitsche Sproch ;
  - bas latin thiotiscus (cf. Concile de Tours) ;
  - coréen : 독일어 (dogireo) ;
  - corse : lingua tedesca ;
  - danois : tysk ;
  - féroïen : týskt ;
  - frison occidental : dútsk ;
  - français : tudesque (terme vieilli), teuton, teutonique ;
  - islandais : þýska ;
  - italien : tedesco ;
  - japonais : ドイツ語 (doitsu-go) ;
  - latin : lingua theodisca ;
  - luxembourgeois : däitsch ;
  - néerlandais : Duits (les noms de langues prennent tous une majuscule) ;
  - pandunia : doici ;
  - suédois : tyska ;
  - yiddish : דייטש (dayytsh) ;
- le nom du peuple germanique en latin (Germānus ; germanus = frère, voisin = peuple voisin, allié) :
  - albanais : gjermanishte ;
  - anglais : German ;
  - écossais : gearmailtis ;
  - espéranto : germana lingvo ;
  - géorgien : გერმანული (germanuli) ;
  - grec moderne : Γερμανικά (germaniká) ;
  - irlandais : gearmáinis ;
  - latin : lingua germanica ;
  - roumain : germană ;
  - hébreu moderne : גרמנית (germanyt) ;
  - macédonien : германски (gɛrmanski) ;
- le nom de la tribu saxonne, du latin Saxō, Saxones (étymologie peu claire) :
  - estonien/finnois : saksa ;
- le vieux slave pour « muet » (à l’origine ce mot désignait quelqu’un qui parle une langue jugée incompréhensible, tout comme cela était également le sens premier de « barbare »)[N 5] :
  - biélorusse : нямецкая (niametskaia) ;
  - bosnien : њемачки (njemački)
  - bulgare : немски (nemski) ;
  - croate : njemački ;
  - hongrois : német ;
  - polonais : niemiecki ;
  - russe : немецкий (nemetski) ;
  - serbe : nemačka ;
  - slovaque : nemčina ;
  - slovène : nemščina ;
  - tchèque : němčina ;
  - ukrainien : німецька (nimets’kа) ;
- le nom de la tribu germanique des Alamans, vraisemblablement issu du vieux haut allemand ala manni, « tous les hommes » (cf. alle et Mann en allemand), via le bas latin Alamanus ou Alemanus pour les langues romanes :
  - arabe : ألمانية (almāniya) ;
  - breton : alamaneg ;
  - catalan : alemany ;
  - cornique : almaynek ;
  - français : allemand ;
  - espagnol : alemán ;
  - gallois : almaeneg ;
  - islandais : almennr ;
  - occitan : alemand ;
  - portugais : alemão ;
  - galicien : alemán / alemao ;
  - turc : alman ;
- peut-être un mot pour « ouest » dans les langues baltes :
  - letton : vācu ;
  - lituanien : vokiečių.

En hébreu classique, les pays allemands sont connus sous l’appellation de ashkenaz (אשכנז), par généalogie populaire d'après Gen. 10:3. Pour l’hébreu moderne, voir plus haut.

### Emprunts
Un nombre important (environ 400) de mots franciques existent en français moderne en ayant traversé le roman et l'ancien français (par ex. heaume, guerre, griffe, agripper, éperon, cible, fauteuil) ; seuls les mots d'origine plus récente sont encore discernables en tant qu'emprunts lexicaux (frichti, ersatz).

## Exemples de mots allemands
| Mot     | Traduction | Prononciation standard*** |
| ------- | ---------- | ------------------------- |
| terre   | Erde       | [ˈʔe:ɐ.də]                |
| ciel    | Himmel     | [ˈhɪml̩]                   |
| eau     | Wasser     | [ˈvasɐ]                   |
| feu     | Feuer      | [ˈfɔɪ.ɐ]                  |
| homme   | Mann       | [man]                     |
| femme   | Frau       | [fʁaʊ]                    |
| enfant  | Kind       | [kɪnt]                    |
| manger  | essen      | [ˈʔɛsn̩]                   |
| boire   | trinken    | [ˈtʁɪŋ.kn̩]                |
| grand   | groß       | [gʁoːs]                   |
| petit   | klein      | [klaɪn]                   |
| nuit    | Nacht      | [naχt]                    |
| jour    | Tag        | [taːk]                    |
| lumière | Licht      | [lɪçt]                    |
| vélo    | Fahrrad    | ['fa:ɐ̯ra:t]               |

Exemples de phrases :
- Guten Tag/Guten Morgen, ich heiße X. Und Sie/Du → Bonjour, je m'appelle X. Et vous/toi (Guten Tag pour l'après-midi, Guten Morgen pour le matin)
- Ich bin's → C'est moi
- Das Wetter ist schön → Il fait beau
- Ich liebe dich → Je t'aime
- Ich hasse dich → Je te hais
- Ich bin die Mutter → Je suis la mère
- Ich spreche Deutsch → Je parle allemand

## Vivacité de la langue

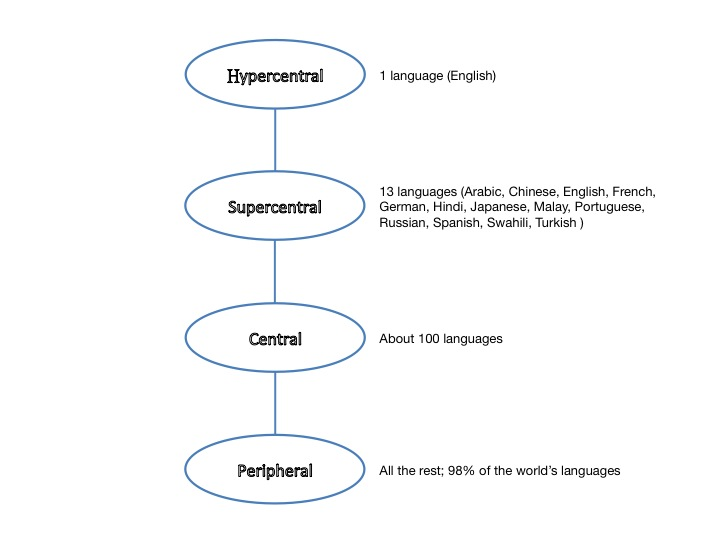
En Europe, l'allemand est une langue internationale qui, dans la liste hiérarchique des langues d'Abram de Swaan, fait partie des langues supercentrales.
Traduction de l'image : 1 langue hypercentrale (anglais) ; 13 langues supercentrales (arabe, mandarin, anglais, français, allemand, hindi, japonais, malais, portugais, russe, espagnol, swahili, turc) ; langues centrales (environ 100) ; langues périphériques (toutes les autres, 98 % des langues du monde).

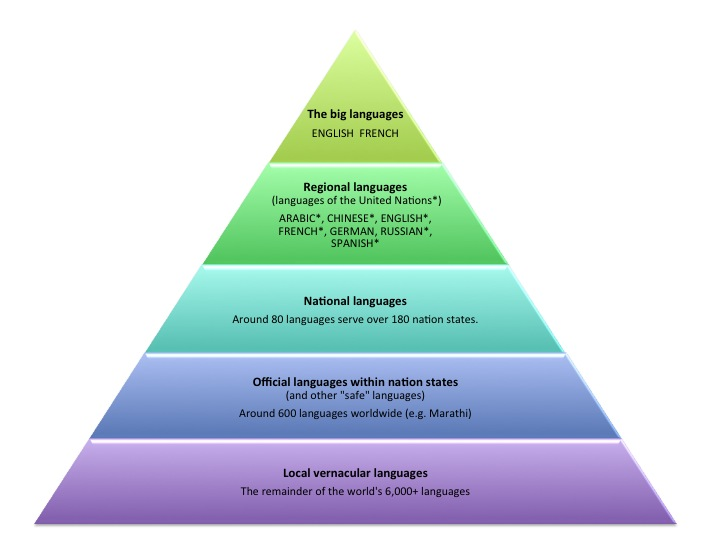
Dans la hiérarchie des langues mondiales (Graddol 1997), l'allemand se classe parmi les langues « régionales » (importance plus forte qu'une langue nationale, mais moindre qu'une langue internationale comme l'anglais).

L'allemand a toujours la possibilité sémantique de former de nouveaux mots par les procédés de composition et de dérivation.
Tout comme le français a créé le verbe se pacser à partir d'un sigle administratif de l'état civil (PACS), l'allemand peut adapter dans le langage courant des termes nouveaux adaptés à l'actualité. Ainsi, le mot apprenti s'est dit pendant des siècles Lehrling, du verbe lehren « enseigner » signifiant donc « celui à qui l'on enseigne quelque chose », suivi du diminutif -ling. Son maître était le Meister.
La réforme administrative au début des années 1970 a remplacé le terme Meister par deux termes précisant que l'un enseigne effectivement (der Ausbildende, gérondif de ausbilden « former ») et que l'autre a le droit et la responsabilité de la formation (der Ausbilder « le formateur »). L'apprenti devint logiquement der Auszubildende (c'est-à-dire celui qui doit être formé), en abrégé l'acronyme AZUBI. La forme féminine se réalise avec la terminaison habituelle -in, Azubin.

### Spécificités de l'Autriche
L'allemand standard autrichien présente des différences à tous les niveaux linguistiques, mais surtout au niveau de la prononciation, du vocabulaire et de l'utilisation de la langue (pragmatique). 
Prononciation : certaines lettres se prononcent différemment en Autriche, selon de façon analogue à la Bavière. En Autriche, ces prononciations sont standard, König ou wenig avec -/ik/ (pas de -/iç/ comme en Allemagne). Le « R » a tendance à être roulé comme en Bavière, les Autrichiens étant de la même tribu germanique que les Bavarois (sauf les habitants du Vorarlberg, qui sont des Alamans). Les deux premiers mois de l'année diffèrent (Januar/Jänner, Februar/Feber), mais il n'y a pas de lexique spécifique à l'Autriche, contrairement au cas de la Suisse.
Vocabulaire : le standard autrichien comporte au moins 8 000 mots standard uniques, certaines estimations vont jusqu'à 45 000 mots. Certains peuvent être considérés comme non standard dans la norme allemande (Jänner), tandis que d'autres sont uniques (Bankomat).
Certains linguistes critiquent la lenteur de l'adoption de l'allemand autrichien standard dans les études allemandes aujourd'hui et en imputent la responsabilité à un axiome allemand standard unique.

### Spécificités de la République démocratique allemande (RDA)
D'une manière générale, dans la République démocratique allemande la langue s'était enrichie de termes officiels, spécifiques au régime politique tout comme sous le régime national-socialiste. Dans le langage courant, de nombreux termes tournaient ces derniers en dérision. Par exemple, l'abréviation VEB (pour Volkseigener Betrieb, usine propriété du peuple) devenait Vaters ehemaliger Betrieb (l'ancienne usine de Papa)…
De très nombreuses abréviations tirées de l'idéologie communiste avaient cours, les étudiants devant tous suivre des cours de ML (marxisme-léninisme), parfois en compagnie de camarades venus de VRP (Volksrepublik Polen), voire de VRM (Volksrepublik Mongolei).
On retrouve des néologismes ou de nouvelles expressions dans un nombre important de domaines, notamment :
- Industrie et techniques : dans le langage technique la matière plastique (der Kunststoff ou das Plastik à l'Ouest, die Plaste à l'Est) ; grande influence du russe (Kombinat, etc.).
- Gastronomie : des néologismes émaillaient le quotidien de créations « savoureuses », par exemple, un poulet rôti se disait Broiler (de l'anglais to broil, griller), un Broika était alors un lapin (Broi + Ka, de Kaninchen, lapin). Le plat appelé « Harengs à la Bismarck » fut rebaptisé Delihering (Deli, abr. de « délicatesse » et Hering, hareng) du fait du rôle contestable (aux yeux des dirigeants communistes) de l'ancien chancelier de l'empereur Guillaume II. La soupe russe « Solianka » fait désormais partie du patrimoine gastronomique de l'Est, qui découvrait avec quarante ans de décalage la cuisine méditerranéenne bien implantée à l'Ouest. Le vrai Coca-Cola (boisson de l'ennemi capitaliste) n'ayant pas droit de cité, un ersatz lui ressemblant vaguement fut créé, baptisé Club Cola. Un « blue jean » (appelé eine Jeans à l'ouest) devint un « pantalon à rivets » (Nietenhose).
- Armée : Dans les langages des différentes armes, par exemple celui de l'aéronautique (qui en Allemagne de l'Ouest est truffé de termes anglo-américains), les Allemands de l'Est, placés sous la tutelle de Moscou, étaient au contraire influencés par le russe ou continuaient d'utiliser les termes techniques allemands, ce qui provoqua quelques difficultés de compréhension lors de l'intégration dans la Luftwaffe des éléments de l'Armée de l'air de la NVA.